# Stanley Holloway
Stanley Augustus Holloway (Manor Park, Inglaterra, 1º de outubro de 1890 — Littlehampton, Inglaterra, 30 de janeiro de 1982) foi um ator e comediante britânico, mais conhecido por interpretar Alfred P. Doolitle no musical My Fair Lady e na sua adaptação cinematográfica.
Stanley Holloway morreu de acidente vascular cerebral no lar de idosos, em Nightingale, em Littlehampton, West Sussex, Inglaterra, em 30 de janeiro de 1982, aos 91 anos. Ele foi enterrado junto de sua esposa Violet, na Igreja de Santa Maria, a Virgem, em East Preston.